# Fly Georgia
Fly Georgia (груз. ფლაი ჯორჯია) — частная авиакомпания в Грузии. Базируется в городе Тбилиси.
Первый рейс был выполнен 3 августа 2012 года.

## Маршрутная сеть
FlyGeorgia выполняет из своего базового аэропорта рейсы в Батуми, Брюссель, Киев (Борисполь), Дюссельдорф, Дубай, Тегеран, Хургаду и Шарм-эш-Шейх.

## Флот
Авиакомпания планирует использовать среднемагистральные узкофюзеляжные самолёты семейства A320.

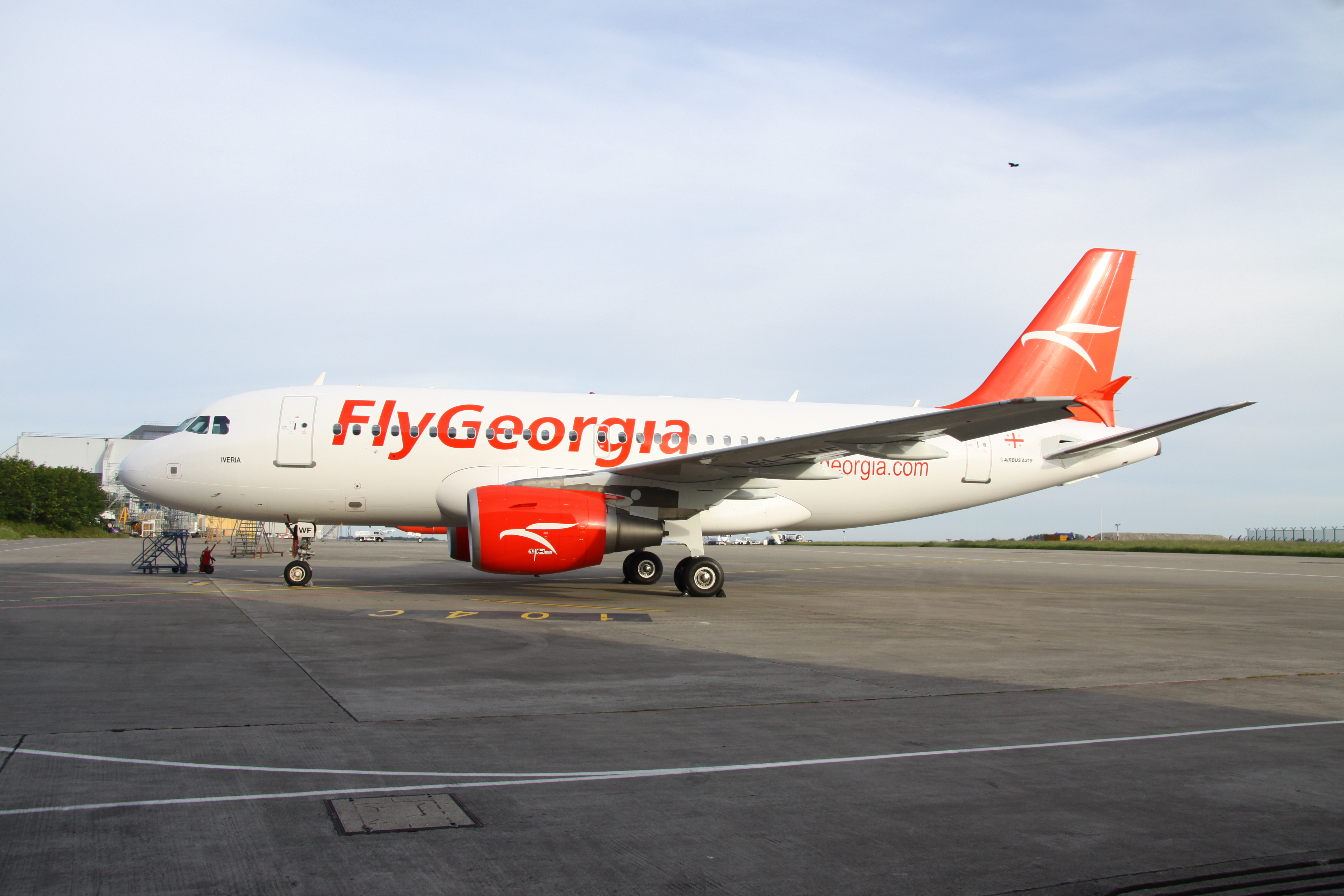
Самолёт Fly Georgia

На январь 2013 средний возраст самолётов составляет 7.9 лет. 

## Конфискация самолетов и остановка деятельности
4 сентября 2013 года международная лизинговая компания Ailefs конфисковала в аэропорту Брюсселя самолет, принадлежащий Fly Georgia. 16 октября 2013 года управление гражданской авиации Грузии приостановило действие лицензии Fly Georgia. Позже были изъяты все находящиеся в собственности авиакомпании лайнеры. Как сообщают грузинские СМИ, забрать остальные самолеты было решено после того, как Fly Georgia не выполнила взятых обязательств и не выплатила Ailefs причитающуюся сумму. 
В самой компании никаких комментариев по этому поводу не делают, хотя говорят, что Fly Georgia создают искусственные барьеры и проблемы. Ранее The Wall Street Journal сообщила, что три иранских бизнесмена, аффилированных с Корпусом стражей исламской революции, владеют Fly Georgia и сама она находится в тесной связи с официальным Тегераном.